# Perulidia crista
Perulidia crista är en insektsart som beskrevs av Nielson 1979. Perulidia crista ingår i släktet Perulidia och familjen dvärgstritar. Inga underarter finns listade i Catalogue of Life.